# Johnston Fjord
Johnston Fjord är en vik i Antarktis. Den ligger i Östantarktis. Australien gör anspråk på området.